# McLaren MP4/13
De McLaren MP4/13 is een Formule 1-auto gemaakt door McLaren. Mercedes-Benz was de motorleverancier. De wagen werd gebruikt tijdens het seizoen van 1998. Adrian Newey die in 1997 overkwam van Williams naar McLaren wist de beste wagen te maken in 1998 nadat de regulaties veranderd waren. De wagen was dominant en won meer dan de helft van de races op de kalender en McLaren won beide de coureurs- en constructeurskampioenschappen met Mika Häkkinen als wereldkampioen.

## Resultaten
| Resultaat                     |
| ----------------------------- |
| Winnaar                       |
| Tweede plaats                 |
| Derde plaats                  |
| Gefinisht (punten)            |
| Gefinisht (geen punten)       |
| Niet geklasseerd (NC)         |
| Uitgevallen (DNF)             |
| Niet gekwalificeerd (DNQ)     |
| Gediskwalificeerd (DSQ)       |
| Niet gestart (DNS)            |
| Gewond (INJ)                  |
| Uitgesloten (EX)              |
| Teruggetrokken (WD)           |
| Niet deelgenomen (blanco cel) |
| vetgedrukt (pole position)    |
| cursief (snelste ronde)       |

| Jaar | Chassis        | Motor                        | Banden | Coureurs        | 1   | 2   | 3   | 4   | 5   | 6   | 7   | 8   | 9   | 10  | 11  | 12  | 13  | 14  | 15  | 16  | Punten | WK-plaats |
| ---- | -------------- | ---------------------------- | ------ | --------------- | --- | --- | --- | --- | --- | --- | --- | --- | --- | --- | --- | --- | --- | --- | --- | --- | ------ | --------- |
| 1998 | McLaren MP4/13 | Mercedes-Benz FO110G 3.0 V10 | B      |                 | AUS | BRA | ARG | SMR | SPA | MON | CAN | FRA | GBR | OOS | DUI | HON | BEL | ITA | LUX | JPN | 156    | Goud      |
| 1998 | McLaren MP4/13 | Mercedes-Benz FO110G 3.0 V10 | B      | David Coulthard | 2   | 2   | 6   | 1   | 2   | DNF | DNF | 6   | DNF | 2   | 2   | 2   | 7   | DNF | 3   | 3   | 156    | Goud      |
| 1998 | McLaren MP4/13 | Mercedes-Benz FO110G 3.0 V10 | B      | Mika Häkkinen   | 1   | 1   | 2   | DNF | 1   | 1   | DNF | 3   | 2   | 1   | 1   | 6   | DNF | 4   | 1   | 1   | 156    | Goud      |
| Jaar | Chassis        | Motor                        | Banden | Coureurs        | 1   | 2   | 3   | 4   | 5   | 6   | 7   | 8   | 9   | 10  | 11  | 12  | 13  | 14  | 15  | 16  | Punten | WK-plaats |

### Eindstand coureurskampioenschap
- Mika Häkkinen: 1e (100pnt)
- David Coulthard: 3e (56pnt)